# مارتن هاغ
مارتن هاغ (بالإنجليزية: Martin Haag)‏ هو مدرب اتحاد الرغبي ‏ بريطاني، ولد في 28 يوليو 1965 في تشيلمسفورد في المملكة المتحدة.

## وصلات خارجية
- مارتن هاغ على موقع دوري الرغبي الممتاز (الإنجليزية)
- مارتن هاغ عل موقع إسبنسكروم (الإنجليزية)